# 茨木俊夫
茨木 俊夫（いばらき としお、1941年 - ）は、日本の臨床心理学者。
埼玉大学教育学部附属教育実践総合センター教授、埼玉県教育委員会教育委員長、埼玉犯罪被害者援助センター理事長などを歴任。